# You Shook Me
«You Shook Me» es una canción de blues escrita por Willie Dixon y J. B. Lenoir. Earl Hooker fue el primero que grabó esta canción de forma instrumental, y luego se le agregó la voz de Muddy Waters en 1962. Esta canción fue grabada después por muchos artistas de rock, entre ellos Jeff Beck en su álbum Truth en 1968, y la versión más famosa grabada por Led Zeppelin en su álbum debut Led Zeppelin I.
Debido a la gran similitud entre la versión de Led Zeppelin I con la de Truth, Beck los acusó de robarle la idea. En ese momento la amistad de Jeff Beck y Jimmy Page terminaría.
- Datos: Q1088200